# Teragra
Teragra is een geslacht van vlinders van de familie van de Metarbelidae. De wetenschappelijke naam en de beschrijving van dit geslacht werden voor het eerst in 1855 gepubliceerd door Francis Walker.
De soorten van dit geslacht komen alleen in  tropisch Afrika voor.

## Soorten
- T. althodes Hampson, 1920
- T. angulifascia Gaede, 1929
- T. cammae Lehmann, 2007
- T. clarior Gaede, 1929
- T. conspersa Walker, 1855
- T. guttifera Hampson, 1910
- T. insignifica Gaede, 1929
- T. irvingi Janse, 1925
- T. lemairei Rougeot, 1977
- T. macroptera Mey, 2011
- T. ochreicosta Gaede, 1929
- T. orphnina Hering, 1932
- T. punctana Mey, 2011
- T. quadrangula Gaede, 1929
- T. simplicius Le Cerf, 1922
- T. trimaculata Gaede, 1929
- T. tristicha Hampson, 1920
- T. umbrifera Hampson, 1910
- T. villiersi Rougeot, 1977
- T. vogti Bethune-Baker, 1927